# Liste der Baudenkmäler in Kahl am Main
Auf dieser Seite sind die Baudenkmäler in der unterfränkischen Gemeinde Kahl am Main zusammengestellt. Diese Tabelle ist eine Teilliste der Liste der Baudenkmäler in Bayern. Grundlage ist die Bayerische Denkmalliste, die auf Basis des Bayerischen Denkmalschutzgesetzes vom 1. Oktober 1973 erstmals erstellt wurde und seither durch das Bayerische Landesamt für Denkmalpflege geführt wird. Die folgenden Angaben ersetzen nicht die rechtsverbindliche Auskunft der Denkmalschutzbehörde.
 Diese Liste gibt den Fortschreibungsstand vom 16. April 2020 wieder und enthält 17 Baudenkmäler.

## Baudenkmäler nach Gemeindeteilen

### Kahl am Main
| Lage                                | Objekt                                                 | Beschreibung | Akten-Nr.              | Bild                                             |
| ----------------------------------- | ------------------------------------------------------ | --- | ---------------------- | ------------------------------------------------ |
| Nähe Alzenauer Straße (Standort)    | Bildstock                                              | Sockel mit den Reliefs St. Heinrich und St. Regina, weit überstehende Abdeckplatte, kurzer gefaster Vierkantschaft mit laternenförmigem Aufsatz, dieser mit Reliefs Maria mit Kind, heilige Familie, Pietà und Kreuzigung, Rotsandstein, bezeichnet „1761“, erneuert 1967 | D-6-71-134-2 Wikidata  | BW                                               |
| Aschaffenburger Straße 1 (Standort) | Rathaus, ehemaliges Zollamt                            | Zweigeschossiger unverputzter Bruchsteinbau mit Satteldach, Rundbogenstil, erste Hälfte 19. Jahrhundert | D-6-71-134-3 Wikidata  | weitere Bilder                                   |
| Nähe Backgasse (Standort)           | Backofen                                               | Gemauert, mit Pyramidendach, 18./19. Jahrhundert | D-6-71-134-9 Wikidata  | weitere Bilder                                   |
| Bahnhofstraße 14 (Standort)         | Evangelisch-lutherische Pfarrkirche, Kreuzkirche       | Backsteinbau, 1928/29 | D-6-71-134-4 Wikidata  | Evangelisch-lutherische Pfarrkirche, Kreuzkirche |
| Burgweg (Standort)                  | Wegkreuz                                               | Mit kurzem Querbalken und Kruzifix, Inschrift, Rotsandstein, bezeichnet „1732“ | D-6-71-134-5 Wikidata  | BW                                               |
| Hauptstraße (Standort)              | Altarbildstock                                         | Inschriftensockel und Tabernakelaufsatz mit Nische zweier Heiliger, Rotsandstein, 1799; erneuert | D-6-71-134-10 Wikidata | weitere Bilder                                   |
| Hauptstraße 4 (Standort)            | Wohnhaus                                               | Zweigeschossiges giebelständiges Fachwerkhaus mit Halbwalmdach, 17. Jahrhundert | D-6-71-134-7 Wikidata  | Wohnhaus                                         |
| Hauptstraße 5 (Standort)            | Ehemaliges Gasthaus zum Schwanen                       | Zweigeschossiges giebelständiges Fachwerkhaus mit Halbwalmdach, 17. Jahrhundert | D-6-71-134-8 Wikidata  | weitere Bilder                                   |
| Hauptstraße; vor Nr. 13 (Standort)  | Brunnenbecken des ehemaligen öffentlichen Ziehbrunnens | Rotsandstein, 17. Jahrhundert | D-6-71-134-17 Wikidata | BW                                               |
| Hauptstraße 21 (Standort)           | Katholische Pfarrkirche St. Margaretha                 | Neubarock, 1910 von Karl Marschall, Ludwigshafen | D-6-71-134-11 Wikidata | weitere Bilder                                   |
| Hauptstraße 22 (Standort)           | Wohnhaus                                               | Zweigeschossiger Halbwalmdachbau mit Fachwerkobergeschoss in Ecklage, 17. Jahrhundert | D-6-71-134-18 Wikidata | BW                                               |
| Hörsteiner Weg 16 (Standort)        | Wohnhaus                                               | Zweigeschossiger Putzbau mit Rotsandsteingliederungen, Krüppelwalm, ca. 1920/30 | D-6-71-134-19 Wikidata | BW                                               |
| Mainfeld (Standort)                 | Mainfeldkapellchen                                     | Kleiner Massivbau mit Pyramiddach, bezeichnet „1865“ | D-6-71-134-6 Wikidata  | BW                                               |
| Prischoßstraße 1 (Standort)         | Bildstock                                              | Vierkantschaft mit halbrund abgeschlossenem Aufsatz, Kreuzigungsrelief mit Korpus aus Metall, Sandstein, bezeichnet „1897“ | D-6-71-134-12 Wikidata | BW                                               |
| Seligenstädter Weg 16a (Standort)   | Bildstock                                              | Auf einer gefasten Säule ein vierseitiger Aufsatz mit Kreuzdach und reliefierten Kreuzen sowie vergitterter Nische, Sandstein, 18./19. Jh. | D-6-71-134-13          | BW                                               |

### Emmerichshofen
| Lage                        | Objekt                              | Beschreibung | Akten-Nr.              | Bild           |
| --------------------------- | ----------------------------------- | --- | ---------------------- | -------------- |
| Beim Schloss (Standort)     | Bildstock                           | mit Nischenaufsatz, Stein, bez. 1909 | D-6-71-134-15 Wikidata | BW             |
| Emmerichshofen 1 (Standort) | Schloss Emmerichshofen              | Ländlicher Adelssitz des Rokoko, der zweigeschossige Mansarddachbau mit Mittelrisalit bildet mit den Wirtschaftsgebäuden eine regelmäßige Anlage um einen trapezförmigen Hof, errichtet für den Freiherrn von Benzel-Sternau um 1766 | D-6-71-134-14 Wikidata | weitere Bilder |
| Emmerichshofen 1 (Standort) | Schloss Emmerichshofen, Schlosspark | | D-6-71-134-14 Wikidata | BW             |